# Росон (Огайо)
Росон (англ. Rawson) — селище (англ. village) в США, в окрузі Генкок штату Огайо. Населення — 567 осіб (2020).

## Географія
Росон розташований за координатами 40°57′25″ пн. ш. 83°47′6″ зх. д. / 40.95694° пн. ш. 83.78500° зх. д. (40.956885, -83.784967).  За даними Бюро перепису населення США в 2010 році селище мало площу 1,02 км², уся площа — суходіл.

## Демографія
Згідно з переписом 2010 року, у селищі мешкало 570 осіб у 191 домогосподарстві у складі 152 родин. Густота населення становила 556 осіб/км².  Було 209 помешкань (204/км²).
Расовий склад населення:
| - 95,6 % — білих - 1,9 % — чорних або афроамериканців - 0,9 % — азіатів |

До двох чи більше рас належало 1,4 %. Частка іспаномовних становила 1,9 % від усіх жителів.
За віковим діапазоном населення розподілялося таким чином: 33,5 % — особи молодші 18 років, 58,4 % — особи у віці 18—64 років, 8,1 % — особи у віці 65 років та старші. Медіана віку мешканця становила 30,8 року. На 100 осіб жіночої статі у селищі припадало 96,6 чоловіків;  на 100 жінок у віці від 18 років та старших — 91,4 чоловіків також старших 18 років.
Середній дохід на одне домашнє господарство  становив 55 042 долари США (медіана — 50 521), а середній дохід на одну сім'ю — 59 917 доларів (медіана — 55 875). За межею бідності перебувало 10,7 % осіб, у тому числі 13,2 % дітей у віці до 18 років та 0,0 % осіб у віці 65 років та старших.
Цивільне працевлаштоване населення становило 242 особи. Основні галузі зайнятості: виробництво — 33,5 %, освіта, охорона здоров'я та соціальна допомога — 18,2 %, роздрібна торгівля — 12,0 %, мистецтво, розваги та відпочинок — 7,4 %.